# 사쿠라혼마치역
사쿠라혼마치역(앵본정역, 일본어: 桜本町駅, さくらほんまちえき)은 일본 아이치현 나고야시 미나미구에 위치한 철도역이다.

## 역 구조
섬식 승강장 1면 2선 지하역으로, 플랫폼에는 스크린도어가 설치되어 있다. 배경색은 보라색이다. 플랫폼은 20m를 전후로 8량 편성으로 설계되었다. 아라타마바시 방향으로 비상용의 건늠선이 있다.

### 타는 곳
| 1 | ■ 사쿠라도리 선 | 노나미·도쿠시게 방면                         |
| 2 | ■ 사쿠라도리 선 | 아라타마바시·이마이케·나고야·다이코도리 방면 |

## 역세권 정보
- 사쿠라역 - 메이테쓰 나고야 본선
- 요비쓰기 공원
- 사쿠라 공원
- 나고야 사쿠라 우체국
- 나고야 시립 사쿠라다이 고등학교

## 역사
- 1994년 3월 30일: 영업 개시.
- 2011년 7월 9일: 스크린도어 사용 개시.

## 인접역
| 나고야 지하철 ■ 사쿠라도리 선     | 나고야 지하철 ■ 사쿠라도리 선 | 나고야 지하철 ■ 사쿠라도리 선 |
| --------------------------------- | ----------------------------- | ----------------------------- |
| S 14 아라타마바시 다이코도리 방면 |                               | 쓰루사토 S 16 도쿠시게 방면   |